# Tucupido
Tucupido es una población venezolana, capital del Municipio José Félix Ribas del Estado Guárico en Los Llanos, se estima que cuenta con una población de más de 55.000 habitantes. Ocupa la divisoria de aguas entre el río Tamanaco y la quebrada Jabillal. El río Tucupido afluye al Tamanaco al noreste de la localidad. La quebrada Jabillal forma el embalse Tucupido situado al sur de la población. Está a 130 m de altitud. Temperatura media de 28 °C y precipitaciones medias anuales de 950 mm . 

## Historia
La selva de Tamanaco comenzó a ser conocida a partir de 1538 cuando el conquistador Antonio Sedeño proveniente de la isla de Trinidad, la cruza cuando estaba habitada por las naciones palenque y cumanagoto, que se retiran durante la segunda mitad del siglo XVIII ante la ofensiva de los realistas. Los originarios practicaban el incendio de vegetación, la caza, la tala, llevaban una vida completa que poco a poco fue transuculturizándose por la acción de los frailes capuchinos enviados desde Cumaná.
En 1760 fray Anselmo Isidro de Ardales funda Santo Tomás Apóstol de Tucupído como pueblo de misión con 200 cumanagotos y palenques. Luego fue parcialmente destruido tras haber sufrido una serie de incendios obedeciendo a intereses de terratenientes de la región, pero  Pedro José Ron y Tovar. El 6 de marzo de 1783 fue visitada por el obispo Mariano Martí, quien encontró allí 483 habitantes y 105 casas así como varios hatos de ganado dispersos en el territorio. Entre el 29 y el 31 de octubre de 1791, los propietarios Cristóbal Salvatierra y Manuel López hicieron donación de estas tierras a los originarios del pueblo. 
Durante la Guerra de Independencia, a partir de 1813, fue escenario de diversos encuentros entre las tropas republicanas y realistas. El 1 de febrero de 1814 fue ocupada por los patriotas después de haber servido como centro de abastecimiento del Ejército de Oriente en su marcha hacia el centro; el 4 de mayo de ese año Pedro Zaraza derrotó allí al realista N. Barrazola. 
El Justicia Mayor de Tucupido, Lorenzo Figueroa Barrajola ordenó la muerte el Prócer José Félix Ribas el 31 de enero de 1815. Ribas dentro de grandes vejaciones fue trasladado a la Plaza Mayor en donde fue fusilado. Al pie de un árbol a escasos metros de la mencionada plaza su cuerpo fue descuartizado, la cabeza frita en aceite fue enviada a Caracas.
En mayo de 1819, el oficial patriota José Jesús Barreto venció a las tropas realistas al mando de Gregorio Armas. Entre 1822 y 1828 Tucupido sufre el azote de bandoleros, quienes en varias oportunidades saquearon e incendiaron al pueblo, lo que hizo que sus pobladores se fueran a los campos. Esto hace que los frailes emigraran y los pobladores remanentes quedaran desprotegidos dando pie a la penetración de enfermedades de la región. 
En 1842, llega el presbítero Juan Santiago Guasco, quien se ocupa de la salud de sus feligreses, debido a que un fuerte brote de cólera azotó inclementemente a esta población. 
En 1852, Tucupido formaba parte del Cantón de Chaguaramas y su población era de 878 habitantes. Para 1853, Tucupido pasa a formar parte de la población de Zaraza (Chaguaramal de Perales). En 1859 fue cuartel general de Ezequiel Zamora en sus actuaciones por esa región durante la Guerra Federal. En 1872, ya Tucupido tenía Distrito, pero perteneciente al Departamento del Unare.
Entre 1890 y 1892 fue centro de las operaciones conservadoras opuestas al gobierno de Joaquín Crespo, encabezadas por el caudillo José Ángel Hernández Ron. Entre 1891 y 1920, Tucupido aparece con trece mil habitantes y 1.877 casas, con muchos problemas sociales, principalmente de salud y escolaridad. En 1944 se llevaron a cabo exploraciones petroleras por la Venezuelan Atlantic Refining Company. En las últimas décadas, se ha desarrollado una agricultura tecnificada basada en el maíz, arroz, algodón, tabaco. Hay campos petroleros en explotación por parte de PDVSA. Se comunica por carretera con Valle de la Pascua (31 km) y con Zaraza (53 km).
La producción de queso y de manteca de cerdo es tradicional. Artesanía diversa. Hoteles. Tiene escuelas de primera enseñanza, ciclo básico y diversificado y Escuela Técnica Agropecuaria Raúl Rafael Soto. Dependen de ella las parroquias Tucupido y San Rafael de Laya. En 1961 censó 7.047 h; 9.504 en 1971; en 1981 el municipio tenía 19.970; censó 15.457 h en 1990. 
El 18 de julio de 1998 cayó un extraño objeto en Tucupido que fue nombrado como un "rastreador satelital" en una nota de prensa del diario Últimas Noticias del día 19: se informó sobre la presencia de técnicos de la NASA en la zona. Algunos vecinos creen que el objeto fue un OVNI. El periodista Joaquín Pereira escribió al respecto en su libro Mi Primer OVNI.

## Localización
El municipio Ribas se encuentra en torno a longitud oeste 65º 46' y latitud norte: 9º 17'. Con una altura a nivel del mar de 428 m aproximadamente.

## Situación geográfica
El municipio Ribas, cuya capital es Tucupido, se encuentra situado en la parte nororiental del Estado Guárico, y sus límites son los siguientes:
- Por el norte: Municipio Autónomo Cagigal, del Estado Anzoátegui y el Municipio Autónomo Monagas del Estado Guárico.
- Por el sur: línea quebrada que partiendo del Paso Pachequero, Mantequilla, Paso del Toro, Barroso, y la Sierra Andaluz, cabecera del río Santiago perteneciente al Municipio Autónomo El Socorro.
- Por el este: línea recta del Paso Pachequero del Municipio Zaraza.
- Por el oeste: la línea divisoria con el Municipio Infante, que partiendo de la Sierra Andaluz, Terminal del Lindero sur, pasa por Loma de Piedra, mamones de Velásquez, Aguada del Calvario y se interna por el paso del Guamo, hasta Zamurito Nuevo.

## Extensión
El Municipio Ribas tiene 460 ha, ya que es una polígona cerrada, cuyos puntos están definidos en coordenadas (UTM).

## Aspectos físicos

### Relieve
Aunque los llanos se caracterizan por tener un relieve plano, el relieve de Tucupido es semiaccidentado, ya que se hace notoria la presencia de sabanas, zonas semimontañosas, como la parte norte del Municipio, con regiones onduladas, mesetas pequeños cerros.

### Clima
La región posee un clima lluvioso de sabana, con temperaturas medias anuales entre 28 y 30 °C. Se presentan dos períodos: uno seco noviembre a abril, y uno lluvioso, de mayo a octubre, con una precipitación media anual de 900 a 1.200 mm, siendo estas precipitaciones más abundantes en el mes de agosto.

### Hidrografía
El río más importante que posee el Municipio José Félix Ribas es el Río Tamanaco, que desemboca en el río Unare. Este río está represado en los embalses de Tamanaco (El Bostero del Municipio Infante), aparte de eso Tucupido cuenta con riachuelos que son importantes fuentes agua para la región como son: la Quebrada Honda, Quebrada Chiquero, Río Coporo, Río Tucupido, Río Jabillal y las Represas de Coco e' Mono, Jabillal y el Pueblito, las cuales son utilizadas en proporción, para la actividad agropecuaria intensiva mediante sistemas de riego y canales. La represa de Jabillal está destinada para el suministro de agua potable de la Población.

### Vegetación
Su vegetación es variada. Se hace presente la vegetación xerófila (cujíes) muy abundante en la zona.

### Suelos
En la mayor área del municipio afloran rocas sedimentarias terciarias, cuya secuencia se encuentra cubierta por espesores variables de suelos residuales con frecuencia de materiales aluviales residentes. Estos suelos están conformados básicamente por arcilla y líneas de mediana a baja plasticidad y arenosos con consistencia dura. En las proximidades de los cursos de agua se identifican materiales resistentes, caracterizados por secuencia de arena limosa y arcillas limosas. En general los suelos son estables lo cual posibilita la edificación de estructuras de cargas moderadas.
Este tipo de suelo, para obtener una mayor productividad, requiere de la utilización de fertilizantes NPK como urea, cloruro de potasio, fosfato diamónico en cantidades proporcionales, y de acuerdo con las zonas, ya que sus nutrientes son bajos y las plantas requieren nutrientes para una mayor productividad.

## Aspectos humanos

### Población
El municipio José Félix Ribas arrojó, para el censo del año 2000, una población de 28.927 habitantes. El mayor índice de la población actual, se encuentra desempeñando cargos de empleados públicos o en la economía informal. Hay que tomar en consideración que las principales actividades de esta región se basan en la agricultura y la ganadería, las cuales constituyen fuentes creadoras de empleo de la región. La administración pública también constituye una importante fuente empleadora. La población rural considerada un 30% de la población total realiza actividades inherentes al medio donde se desenvuelven como son la siembra y la ganadería y en menor escala la industria, el comercio y el servicio.
Para el censo del 2015, una población de 55.000 habitantes.

## Actividades económicas
Dentro del estado Guárico, el Municipio Ribas forma parte de una subregión, cuyo centro económico principalmente es la ciudad de Valle de la Pascua. Esta subregión tiene como principal actividad económica, la agropecuaria fundamentada en los rubros, sorgo, algodón, ganado vacuno y leche la cual es de tipo extensivo.
La actividad petrolera ha venido cobrando cierto auge con la llamada reactivación de pozos en campos marginales.
El municipio funciona como centro local en tercer orden, confuerte dependencia económica de Valle de la Pascua y se rela cionan a su vez con las fincas agrícolas y ganaderas de los alrededores así como otros centros poblados.
En síntesis la zona se ha caracterizado por mantener fluctuaciones en el ámbito de sus actividades económicas, debido a la ausencia de políticas sostenidas y falta de incentivos hacia la actividad principal, actividad que tradicionalmente se ha desarrollado. Esta situación ha determinado que sea expulsora de la población.

### Agricultura
Debido a que los suelos del Municipio tienen una característica arcillosa, con pocas cantidades de nutrientes, se hace necesario el estudio de los mismos para la aplicación de fertilizantes que permitan una mayor productividad. Además de eso, con productos de las épocas de sequías y lluvias, se realiza una agricultura extensiva, o sea, la siembra de grandes extensiones de terrenos en cultivos, principalmente maíz y sorgo conjuntamente con pasto para el ganado. El Municipio Ribas, es considerado como "El Granero del Guárico", debido a que tiene la más alta producción agrícola del Estado.

### Ganadería
La característica más visible y significativa de esta región es el marcado predominio la cría del ganado vacuno en forma extensiva, disponiéndose de grandes extensiones de terreno plano para ello.
Este tipo de actividad económica se realiza, si se quiere, en forma empírica, es decir, sin la aplicación de tecnología avanzada. La actividad agropecuaria, es la principal fuente de desarrollo de la región, ya que representa más del 80% de la actividad económica y absorbe más del 50% de la mano de obra de la población activa.

### Industria
La actividad industrial de este Municipio, es muy escasa, representada por pequeñas industrias como la fábrica de queso blanco llanero, queso guayanés, mantequilla, que funcionan en baja escala y en forma doméstica. Hay pequeñas industrias artesanales y de carpintería. Además, la industria metal-mecánica que se encarga de la reparación, construcción y reproducción de equipos agroindustriales. La fábrica de chinchorros a nivel doméstico. La industria petrolera representa menos del 1% de las actividades económicas de la zona.

### Comercio
La actividad comercial es muy genérica, pues existen muchos tipos de comercios en nuestra zona, la principal actividad comercial es la de víveres (productos de consumo masivo). Hay otras actividades de comercio de menor importancia, pero si, muy representativas para la comunidad ya que, constituyen una fuente de empleo y de suministro de insumos necesarios para el buen desenvolvimiento de la población, ejemplo: talleres agroindustriales, empresas almacenadoras, ferreterías, farmacias, etc. .
- Datos: Q985378
- Multimedia: Tucupido / Q985378